# Завадський Яків Васильович
Завадський Яків Васильович (*1792, Ситняки — †18 червня 1855, Київ) — український церковний та державний діяч, протоієрей, депутат Київського губернського правління. Вихованець Києво-Могилянської академії. У його будинку збиралися члени таємного Кирило-Мефодіївського братства.

## Біографія
Народився в сім'ї священика, який походив із волинської шляхти. Навчався в Києво-Могилянській академії (1813 закінчив курс богословських наук).
У грудні 1813 висвячено єпископом Смоленським і Дорогобузьким І. Фальковським на диякона. У січні 1815 — священик Таращанської Георгіївської церкви, з серпня 1815 — Корсунської Спаської церкви. 1824-1829 — благочинний.
1 вересня 1829 в Київському Софійському соборі митрополитом Київським і Галицьким Євгенієм Болховітіновим йому пожалувано грамоту протоієрея собору Св. Параскеви міста Богуслав. Пізніше служив у Звенигородському Преображенському соборі (1837), Кагарлицькій Троїцькій церкві (1838-1839). 3 1843 — старший священик Київської Андріївської церкви.
1846 купив будинок у старій частині міста, за софійським муром, на розі вул. Стрілецької і Стрітенської (дерев'яний, з флігелями, на кам'яному фундаменті). У флігелі винаймали помешкання М. Гулак та О. Навроцький. Саме тут у грудні 1846 збиралися члени таємного Кирило-Мефодіївського братства. За свідченням М. Костомарова, на тому зібранні був і Тарас Шевченко.
1848 Київська консисторія призначила 3авадського депутатом губернського правління у різних справах. 1851 нагороджено оксамитовою фіолетовою камилавкою. Невдовзі купив ще один будинок на вул. Рейтарській, 16, який 1854 подарував своїй доньці Марії Черняхівській. 1855 одержав дозвіл на будівництво дому поблизу Андріївської церкви. У травні 1855 придбав ділянку землі на Андріївському узвозі, навпроти церкви, але розпочати будівництво не встиг (у червні 1855 помер від холери).
Поховано 3авадського на Щекавицькому кладовищі. 1857 ділянку на Андріївському узвозі його спадкоємцями продано М. Грабовському, і на ній зведено будинок (тепер під № 34).